# Кільченга
Кільченга́ (рос. Кильченга) — село у складі Кічменгсько-Городецького району Вологодської області, Росія. Входить до складу Кічмензького сільського поселення.

## Населення
Населення — 169 осіб (2010; 232 у 2002).
Національний склад (станом на 2002 рік):
- росіяни — 99 %